# Eva Link
Eva Link es una actriz canadiense de cine y televisión.

## Carrera
En 2012 tuvo su debut en cine en un elenco conformado por actores como Jennifer Lawrence, Elisabeth Shue y Max Thieriot en la película de suspenso House at the End of the Street. El año siguiente integró el reparto de la película para televisión Clara's Deadly Secret. En 2014 interpretó a Maryanne en la serie de televisión The Best Laid Plans y actuó en las películas American Descent y Dead on Campus. En 2016 apareció en las películas Deadly Voltage y Mommy's Little Girl. Un año después integró el elenco de la película de suspenso Awakening the Zodiac, seguida de una actuación en la cinta The New Romantic. Su participación más reciente ocurrió en la serie de televisión de 2018 No Easy Days, en el papel de Alice Reynolds.

## Filmografía

### Cine y televisión
- 2012 - House at the End of the Street
- 2013 - Clara's Deadly Secret
- 2014 - The Best Laid Plans
- 2014 - American Descent
- 2014 - Dead on Campus
- 2016 - Deadly Voltage
- 2016 - Mommy's Little Girl
- 2017 - Awakening the Zodiac
- 2017 - The New Romantic
- 2018 - No Easy Days